# Kairos (Album)
Kairos ist das zwölfte Studioalbum der brasilianischen Thrash-Metal-Band Sepultura. Es erschien im Juni 2011 als erstes der Band bei Nuclear Blast.

## Entstehung
Am 6. Juli 2010 wurde bekannt, dass Sepultura bei Nuclear Blast unterschrieben hatten und 2011 ein Album veröffentlichen werden. Bis Ende 2010 wurde an neuem Material gearbeitet. Im Dezember 2010 ging die Band mit Produzent Roy Z (Judas Priest, Halford, Iron Maiden) ins Studio. In den Trama Studios in São Paulo wurde bereits der Vorgänger A-Lex aufgenommen. Neben eigenen Stücken wurde auch eine Coverversion des Ministry-Stücks Just One Fix eingespielt. Ein weiteres Cover, The Prodigys Firestarter, wurde als Bonustitel verwendet.
Zum Albumtitel sagte Gitarrist Andreas Kisser, das Konzept des Albums handle von der Zeit, aber nicht im chronologischen Sinne, sondern im Sinne des besonderen Zeitpunktes, der Zeit für Entscheidung und für Veränderung. Man habe bestimmte Momente des Kairos im Leben:

„The whole theme of the album is the concept of the time, and the title reflects that — it's like one concept of time which is not chronological, from one to two; it's like a an instant in time, it's a special time of change... Everyone's life is written by [their] choices — you have many 'kairos' moments, like if you go [from] point A [to point] B [to point] C, you are driven by your choices or your guidance; you have to go either one way or the other. And that's the kind of time we talked about — not about aging or getting old or going back [in time]; it's just [about those important] moments that can change everything.“

## Rezeption
Im Magazin Rock Hard stellte Thomas Kupfer die Produktion Roy-Zs heraus, sie habe die Band nach dem „zerfahren wirkenden“ Album A-Lex „wieder in die Spur gebracht.“ Die „unterschwellige Aggressivität“ der Band käme besser als zuletzt zum Tragen. „Fiese Riffs, der brutale aber stets kontrollierte Gesang von Fronthüne Derrick Green und eine abwechslungsreiche Rhythmusarbeit machen unmissverständlich klar, dass der bereits angezählte Patient Sepultura auf dem Weg zu alter Stärke ist.“ Acht von zehn Punkten wurden vergeben.
Michael Edele von laut.de kritisiert, dass Kairos „über die Maßen auf Monotonie“ setze.

## Titelliste
1. Spectrum – 4:03
2. Kairos – 3:37
3. Relentless – 3:36
4. 2011 – 0:30
5. Just One Fix – 3:33 (Ministry)
6. Dialog – 4:57
7. Mask – 4:31
8. 1433 – 0:31
9. Seethe – 2:27
10. Born Strong – 4:40
11. Embrace the Storm – 3:32
12. 5772 – 0:29
13. No One Will Stand – 3:17
14. Structure Violence (Azzes) – 5:39
15. 4648 – 0:29
  - Bonustitel Deluxe-Version
16. Firestarter – 4:28 (The Prodigy)
17. Point of No Return – 3:27